# Szczecin Główny
Szczecin Główny (Szczecin főpályaudvar) egy lengyelországi vasútállomás, Szczecin központjában, a belvárostól délre.

## Szomszédos állomások
A vasútállomáshoz az alábbi állomások vannak a legközelebb:
- Szczecin Port Centralny (Wrocław–Szczecin-vasútvonal)
- Szczecin Zdroje (Poznań–Szczecin-vasútvonal)
- Szczecin Pomorzany
- Szczecin Gumieńce (Bützow station, Bützow–Szczecin-vasútvonal)
- Szczecin Gumieńce (Lübeck Hauptbahnhof, RE 4 (Mecklenburg-Vorpommern))
- Szczecin Gumieńce (Berlin Nordbahnhof, Berlin–Szczecin-vasútvonal)
- Szczecin Gumieńce (Berlin-Gesundbrunnen állomás, RE 66)
- Szczecin Gumieńce (Angermünde railway station, RB 66)

## Forgalom
Vonatok az állomásról:
- Szczecin – Świnoujście
- Szczecin – Kamień Pomorski
- Szczecin – Poznań
- Szczecin – Szczecinek
- Szczecin – Białogard
- Szczecin – Kołobrzeg
- Szczecin – Rzepin
- Szczecin – Krzyż

## Galéria

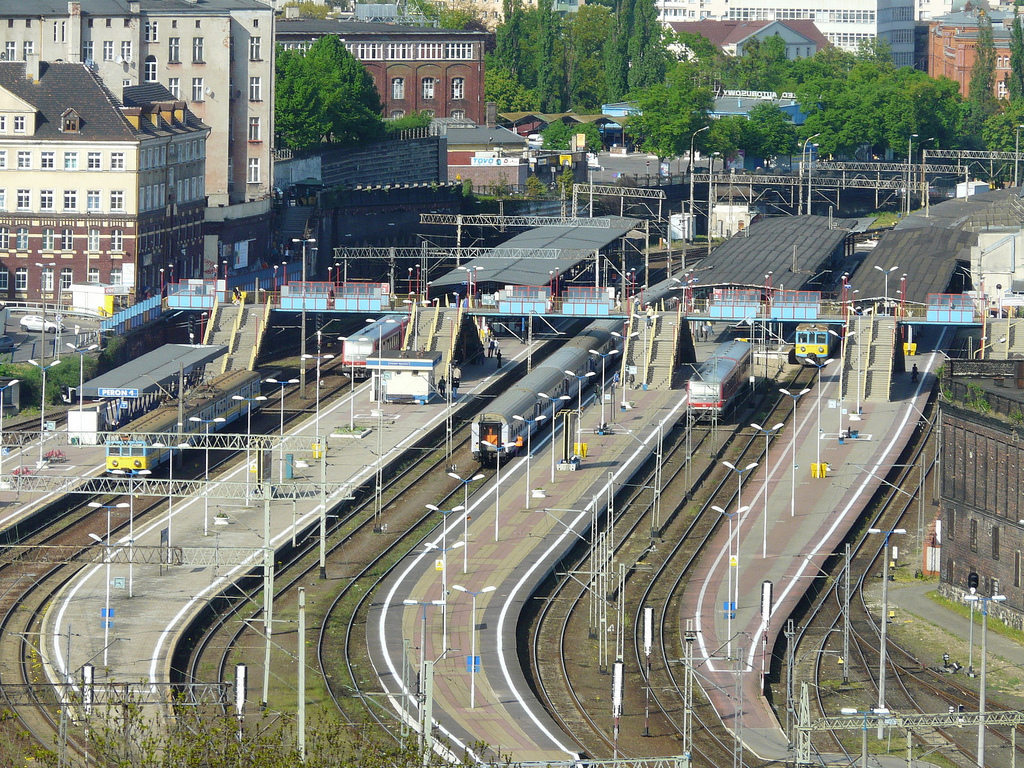
Az állomás távolról
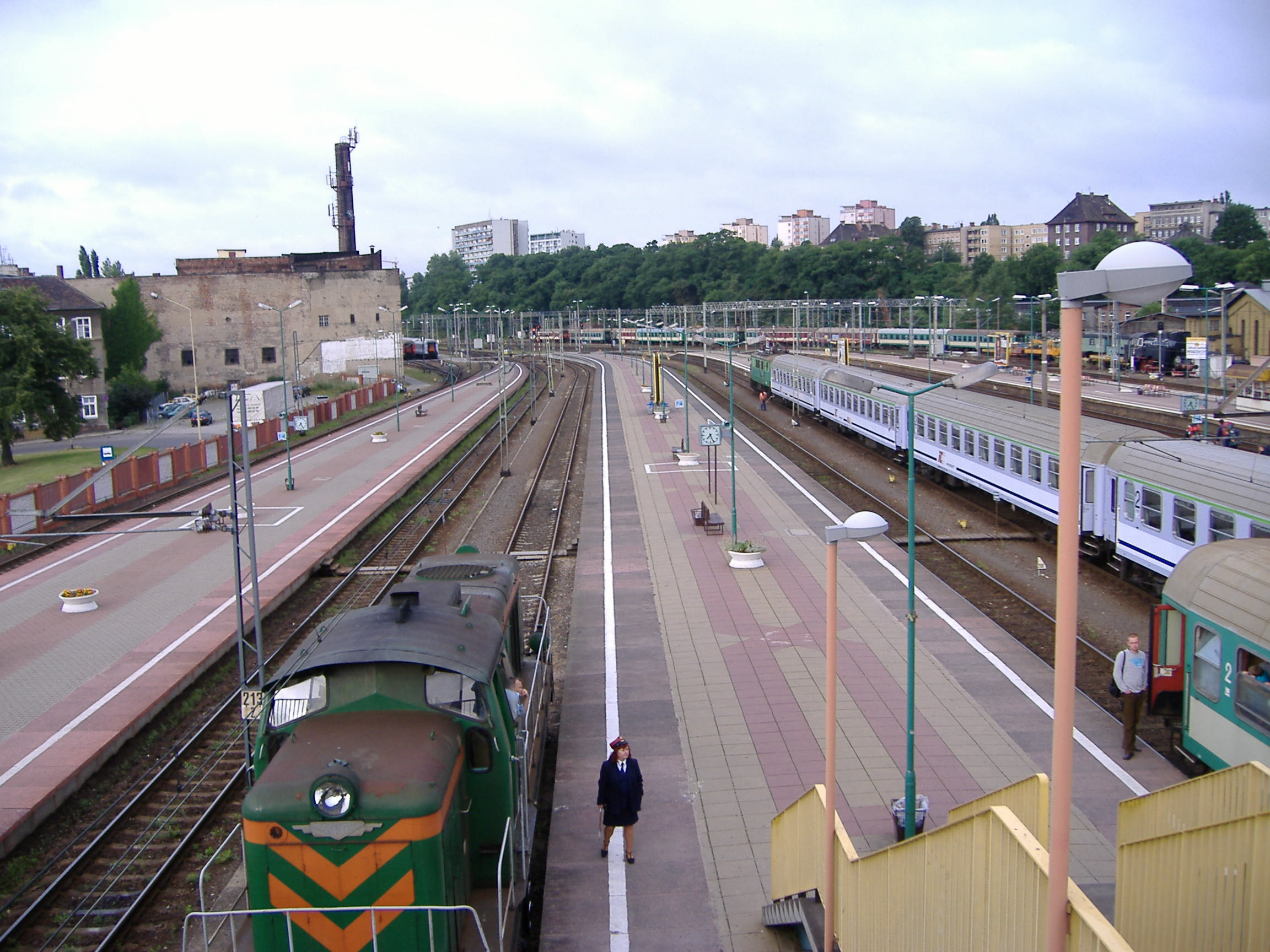
A peronok
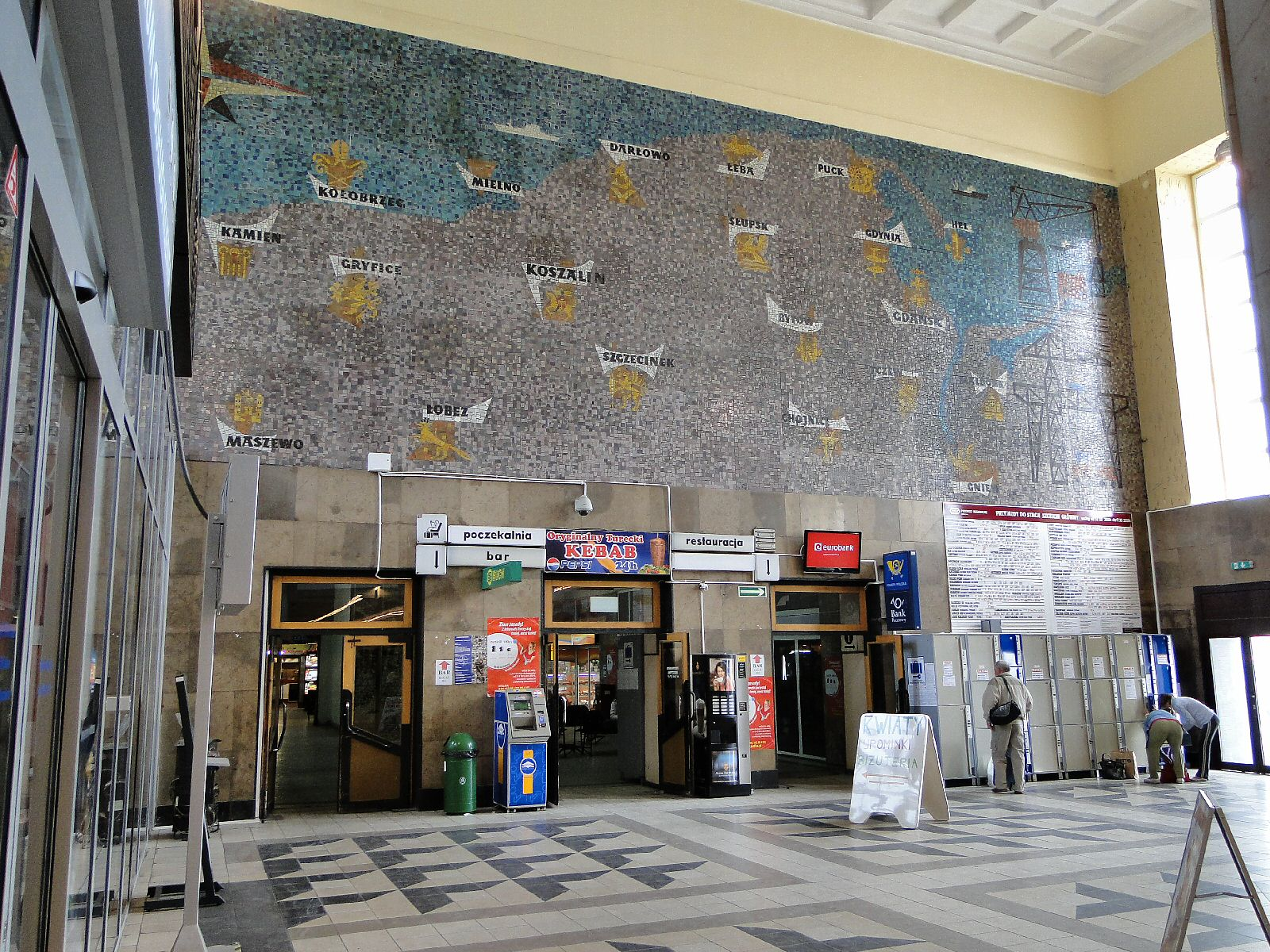
Az állomás belülről
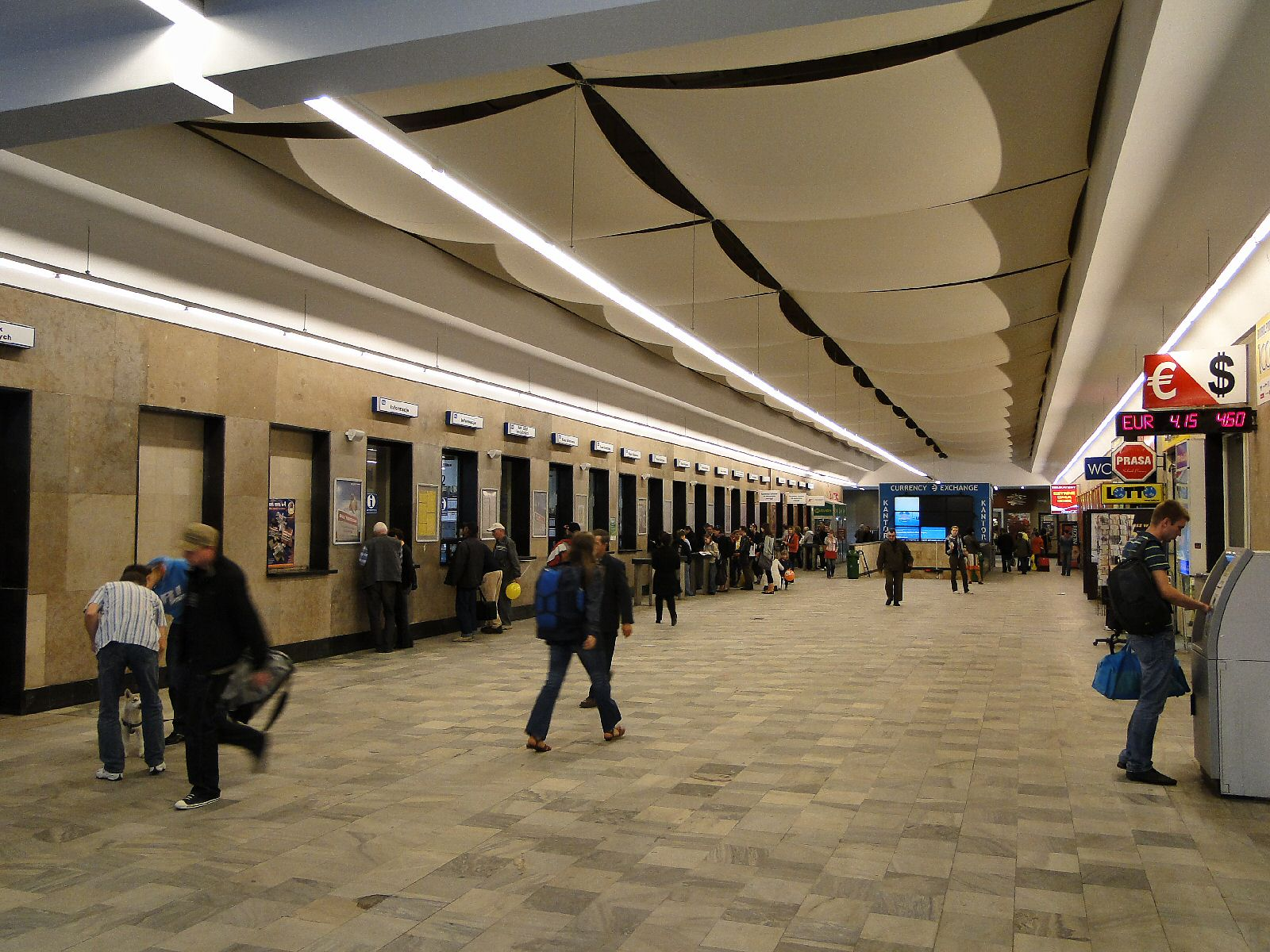
A pénztárak
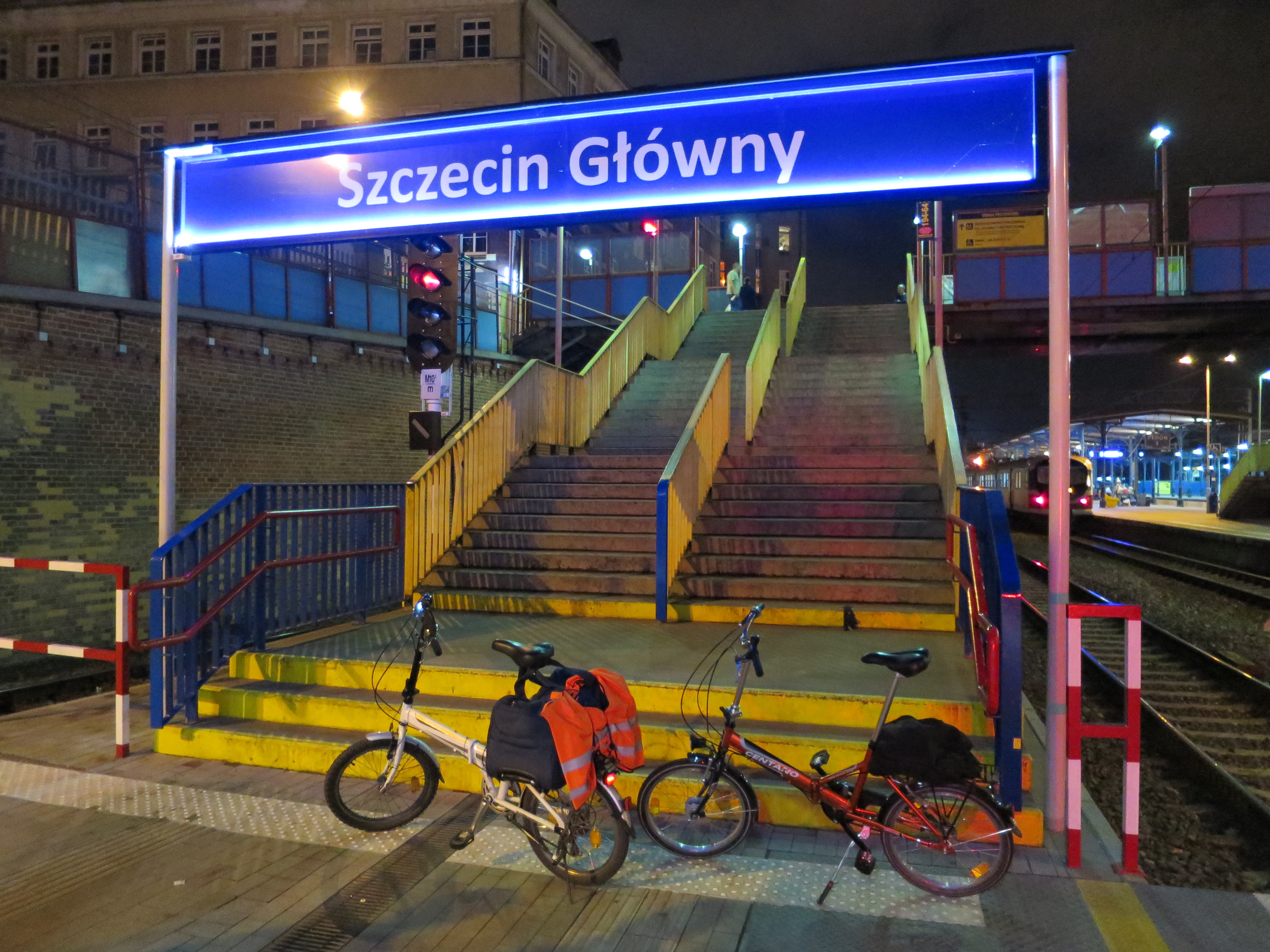
Az állomás egyik bejárata

## Fordítás
- Ez a szócikk részben vagy egészben  a   Szczecin Główny railway station című angol Wikipédia-szócikk fordításán alapul.  Az eredeti cikk szerkesztőit annak laptörténete sorolja fel. Ez a jelzés csupán a megfogalmazás eredetét és a szerzői jogokat jelzi, nem szolgál a cikkben szereplő információk forrásmegjelöléseként.
- Ez a szócikk részben vagy egészben  a   Szczecin Główny című lengyel Wikipédia-szócikk fordításán alapul.  Az eredeti cikk szerkesztőit annak laptörténete sorolja fel. Ez a jelzés csupán a megfogalmazás eredetét és a szerzői jogokat jelzi, nem szolgál a cikkben szereplő információk forrásmegjelöléseként.